# Sovjetsko-afganistanska vojna
Sovjetsko-afganistanska vojna je bil 10 let trajajoč konflikt, v katerem so se združene sile Sovjetske zveze in marksistične Demokratične republike Afganistan na zahtevo slednje bojevale proti islamskim upornikom. Uporniki so dobivali pomoč v ljudeh in opremi od drugih islamskih držav, pa tudi od ZDA in Pakistana.
Konflikt se je začel 27. decembra 1979 z namestitvijo sovjetske 40. armade v Afganistanu in se končal 15. februarja 1989, ko so se iz Afganistana umaknile še zadnje sovjetske sile. Vojna je za Sovjetsko zvezo predstavljala podoben konflikt kot Vietnamska vojna za ZDA, saj je bila precej dolgotrajna, Sovjetska zveza pa je v njej kljub velikemu številu vojakov in boljši tehniki utrpela velike izgube, pri čemer ji ni uspelo doseči kakšnih vidnejših rezultatov.

## Uvod v vojno
Sovjetska zveza je imela interese v Afganistanu še iz časa širitve carske Rusije v Srednjo Azijo, kar se je nadaljevalo tudi kasneje, ko je Sovjetska zveza Afganistanu pošiljala pomoč. 
V sedemdesetih letih 20. stoletja je komunistična partija v Afganistanu z vojaškim udarom odstavila premierja Daouda (ta je nasledil kralja) in začela izvajati gospodarske in socialne reforme, ki so bile najprej neuspešne ter neučinkovite. Oblast je aprila 1978 prevzel Nur Muhamed Taraki in nadaljeval z reformami. Po tej revoluciji je znotraj stranke prišlo do razkola na dve frakciji Kalk in Parčam, zaradi česar je prišlo do medsebojnih obračunov. 
Ker je bila komunistična politika v nasprotju z islamskimi zakoni, tradicijo in navadami, so se pojavili množični protesti in upori, ki so se kmalu razširili po celotni državi. Te proteste je vlada zatrla in mnogo nasprotnikov režima je bilo ubitih, zaprtih, ali pa so pobegnili v Pakistan. Septembra 1979 je oblast po uboju Tarakija prevzel dotedanji Tarakijev namestnik Hafizullah Amin, ki pa se je bolj kot reformam in razmeram v državi posvečal obračunavanju z domnevnimi nasprotniki znotraj stranke. Zelo brutalno je nastopal tudi proti islamskim uporniškim gibanjem.
Po islamski revoluciji v Iranu so ZDA navezale stike z dotedanjimi zavezniki Sovjetske zveze na Bližnjem vzhodu, v čemer je Sovjetska zveza videla ogrožanje svojih interesov v regiji in napovedala protiukrepe. 

## Sovjetska invazija
Po Aminovem prevzemu oblasti je Sovjetska zveza z Afganistanom podpisala dvostranski sporazum o tesnejšem gospodarskem in vojaškem sodelovanju. Obstanek kumunističnega režima v Afganistanu je bil vse bolj odvisen od sovjetske pomoči, saj se je upor vedno bolj širil in afganistanske vladne sile ga niso mogle več obvladovati. Na prošnjo afganistanske vlade je spomladi 1979 v Afganistan prišlo manjše število sovjetskih sil, da bi zavarovali vodstvo, glavno mesto, glavna letališča, ter kot svetovalci. Amin se je ravno zaradi svoje krutosti nad prebivalci Sovjetski zvezi zazdel kot faktor nestabilnosti v Afganistanu.
V tem času so Američani dogodke v Afganistanu ocenili kot poskus Sovjetske zveze, da preko Afganistana in Pakistana razširi svoj vpliv na jug Azije, do Indijskega oceana. Zato je predsednik Carter že 3. julija 1979 podpisal odlok o pomoči protikomunističnim frakcijam v Afganistanu s čimer so organizirali mrežo za dotok orožja in vojaških inštruktorjev na to območje. Po nekaterih podatkih naj bi uporniki začeli pomoč dobivati še pred začetkom glavne sovjetske invazije.
Amin kasneje ni več poslušal sovjetskih nasvetov, kako naj uredi situacijo v državi, poleg tega pa se je Sovjetski zvezi zazdel nezanesljiv, saj naj bi začel sklepati dogovore s Kitajsko (po nekaterih podatkih tudi z Američani) in s tem ogrozil sovjetske interese v državi. 25. decembra 1979 je tako v Kabul prispelo večje število sovjetskih zračnodesantnih sil. Specialne sile so 27. decembra 1979 v Kabulu  ob podpori sovjetskih vojaških enot zavzele ključne položaje in komunikacije, z drzno akcijo ubile dobro varovanega Amina in na oblast postavile Babraka Karmala.
Vdor kopenskih sil z 80.000 vojaki in 1800 tanki se je začel po dveh kopenskih poteh in enem zračnem koridorju v Kabul in Bagram. Te sile so zasedle Kabul, vojaške objekte ter več strateških točk in cest po državi. Sovjetski prihod pa ni ustavil upornikov, temveč je okrepil nacionalno zavest in povzročil še več nemirov. Sovjetske sile so sprva nudile samo podporo vladnim silam, ki pa so bile slabo izurjene, poleg tega pa tudi močno nemotivirane, zaradi česar so bile neučinkovite, prebegi k upornikom pa pogosti. Sovjetom kljub dobrim 100.000 vojakom razen nekaterih strateških točk in pomembnejših cest ni uspelo obvladovati celotne države in kar okrog 80 % države je bilo izven nadzora vladnih in sovjetskih sil. Mudžahidi so se kmalu začeli posluževati gverilskega bojevanja, kar je Sovjetom povzročalo velike težave, saj njihova temeljna vojaška doktrina ni predvidevala spopada z gverilci.

## Sovjetska ofenziva
Sovjetskim silam je do marca 1980 uspelo zasesti večja mesta in pomembne cestne povezave, vseeno pa so ostajali centri, od koder so delovali mudžahidi. Na območju doline Pandžšir, kjer so mudžahidi pogosto napadali sovjetske konvoje, so med letoma 1980 in 1985 izvedli kar 9 ofenziv, vendar niso pridobili nobene prednosti ali nadzora nad območjem. Težki boji so potekali tudi ob meji s Pakistanom, vendar tudi tu sovjetska stran ni dosegla kakšne dalj časa trajajoče zmage, saj so gverilci ves čas napadali vladne položaje. Mudžahidi so vedno počakali, da se je glavnina sovjetskih sil umaknila, nato pa so ponovno zasedli predhodno zapuščene položaje. Leta 1984 so mudžahidi začeli dobivati pomoč v orožju, opremi in treningu s strani islamskih nekaterih zahodnih držav (tudi ZDA z operacijo Cyclone, ki jo je vodila CIA) in Kitajske, kar jim je omogočalo bolj uspešno bojevanje. Pakistan je celo začel omejeno letalsko posredovanje proti sovjetskim in vladnim afganistanskim silam ob afganistansko-pakistanski meji. Mihail Gorbačov je ob prihodu na oblast zahteval čim hitrejši konec vojne, zato so bile v Afganistan napotene okrepitve in boji so se okrepili.
Maja 1985 se je več skupin mudžahidov združilo ter organiziralo sistem poveljevanja in logistike, kar jim je omogočilo začetek akcij okrog večjih mest, ki so bila pod nadzorom sovjetskih ali vladnih sil. Njihova največkrat uporabljena taktika so bile zasede in sabotaže, s katerimi so uničevali infrastrukturo ter napadali vladne položaje. Sovjetska stran nikakor ni uspela zadostno organizirati in usposobiti vladnih sil, zaradi česar je vse več dela morala prevzeti sama. Leta 1986 je zaradi nezadovoljstva sovjetskih oblasti Karmala zamenjal Muhamad Nadžibullah, ki pa je bil tako kot njegov predhodnik zelo odvisen od sovjetske pomoči.
Sovjetska zveza je sredi leta 1987 napovedala umik in začela organizirati afganistanske sile, da bi lahko uspešno delovale po odhodu sovjetskih sil. Zaradi nemotiviranosti vladnih sil pa je le malokdo verjel v uspeh tega projekta.

## Konec vojne in sovjetski umik
Zaradi nezmožnosti obvladovanja situacije ter ofenziv, ki niso prinesle nobenega trajnejšega rezultata, je Sovjetska zveza že leta 1982 začela neformalne pogovore o umiku ter prepustitev varnostnih nalog afganistanski vladi. Vojni poseg je povzročil poslabšanje odnosov ZSSR z islamskimi in zahodnimi državami.  Leta 1988 je bil v Ženevi podpisan sporazum, s katerim se je Sovjetska zveza zavezala k dokončnemu umiku do 15. februarja 1989. Predstavniki mudžahidov se teh pogajanj niso udeležili. Prva polovica sovjetskih sil se je tako umaknila kmalu po podpisu sporazuma, druga polovica pa do postavljenega roka.
Pro-sovjetski režim se je po sovjetskem odhodu upiral napadom mudžahidov in se je ohranil do marca 1992, ko je provladni general Abdul Rašid Dostum prestopil na nasprotno stran, Kabul pa so nato zavzeli mudžahidi. Različne skupine so se po odhodu skupnega sovražnika že takrat začele prepirati in bojevati med sabo, kar je pomenilo uvod v nadaljevanje medplemenskih spopadov in s tem so bile dane okoliščine za državljansko vojno in nastanek talibanskega režima.

## Posledice vojne
Afganistan je bil po vojni skoraj popolnoma uničen. Preko milijon Afganistancev je umrlo, preko 5 milijonov pa je zbežalo v druge dele države ali v tujino, kjer so ostali še dolgo po koncu vojne. Večina obdelovalnih površin je bila uničenih ali posejanih z minami, ki so še dolgo po vojni terjale žrtve. Vojna je tudi dodatno sprla nasprotujoče si strani in plemenske skupnosti, kar je pomenilo nadaljevanje državljanske vojne.
Sovjetska stran je izgubila približno 15.000 pripadnikov, uničene je bilo veliko opreme, tudi večina ranjenih je postala invalidnih. Različne bolezni (tifus, hepatitis, itd.) so prizadele okrog 400.000 ljudi. Za Sovjetsko zvezo je bila vojna hud udarec, tako v vojaškem, kot v ekonomskem smislu, zato nekateri analitiki menijo, da je pospešila razpad Sovjetske zveze.